# أندرو سلون
أندرو سلون هو محامي وسياسي أمريكي، ولد في 10 يونيو 1845، وتوفي في 22 سبتمبر 1883 في سيلفر سيتي في الولايات المتحدة. نشط حزبياً في الحزب الجمهوري. وقد انتخب عضو مجلس النواب الأمريكي ‏.